# 利措
利措是德国梅克伦堡-前波莫瑞州的一个市镇。总面积8.38平方公里，总人口263人，其中男性131人，女性132人（2011年12月31日），人口密度31人/平方公里。